# Petercse
Petercse (korábban Petris, románul: Pătârș) falu Romániában, a Partiumban, Arad megyében.

## Fekvése
Lippától délkeletre fekvő település. A falu határában rézbánya, vasbánya és mészkőbánya található.

## Története
A falut 1337-ben említette először oklevél Petercse néven mint a Csanád nemzetség  birtokát, mely az 1337. évi osztozkodáskor a Makófalvi családnak jutott. 1444-ben már csak praedium seu possessio néven volt feltüntetve. 1723–1735-ben Petris néven (Mercy-térkép), 1761-ben prelidium Peterscha, 1808-ban Petris, 1913-ban Petercse néven írták.
Az 1723-1725 évi gróf Mercy-féle térképen a lippai kerületben lakott helyként volt feltüntetve. Az 1761. évi térképen, Peterscha néven, ismét puszta. A 18. század végén románok költöztek a faluba. Előbb a kamaráé volt, majd az erdészeti kincstár lett a legnagyobb birtokosa.
1910-ben 386 lakosából 379 román, 6 magyar volt. A népességből 379 görögkeleti ortodox, 7 római katolikus, volt.
A trianoni békeszerződés előtt Temes vármegye Lippai járásához tartozott.
A 2002-es népszámláláskor 81 lakosa közül mindenki román nemzetiségű volt.

## Nevezetességek
- Görögkeleti ortodox temploma a 18. század második felében épült.